# Aleksandr Vojtinskij
Aleksandr Sergeevič Vojtinskij (in russo Алекса́ндр Серге́евич Войти́нский?; Mosca, 11 marzo 1961) è un regista e produttore discografico russo.

## Biografia
Laureato presso l'Università russa di economia Plechanov, nel 1989, insieme a Sergej Trofimov, Timur Bekmambetov e Dmitrij Jurkov fondò una società cinematografica di produzione pubblicitaria televisiva, che ebbe un notevole impatto sullo sviluppo della pubblicità russa. 
All'inizio degli anni novanta incontrò il manager pubblicitario Ivan Šapovalov, con il quale diede vita al progetto musicale t.A.T.u., che ben presto abbondonò, spiegando la sua indisponibilità a sostenere un progetto costruito intorno a scandali.
Nel 2000 è stato eletto membro effettivo dell'Accademia russa di pubblicità. L'anno seguente, insieme al cantante e musicista Roman Bilyk (Roma Zver), fondò il gruppo Zveri, di cui fu regista dei video musicali dal 2003 al 2008.
Dal 2008 ha intrapreso la carriera di regista cinematografico, debuttando l'anno successivo con il film Black Lightning - Il padrone del cielo.

## Filmografia

### Regista
- Black Lightning - Il padrone del cielo (Čërnaja Molnija) (2009)
- Ёlki (2010)
- Džungli (2012)
- Prizrak (2015)
- Ded Moroz. Bitva magov (2016)
- Metod 2 (2020)
- Po ščuč'emy veleniju (2023)
- Očevidnoe neverojatnoe (2023)
- Ognivo (2023)